# Neophema
O género Neophema agrupa seis espécies de pequenos periquitos, originários da Austrália, que se caracterizam por se alimentarem de pequenas sementes no solo, sendo por isso chamados de periquitos da erva.
Anteriormente o periquito-de-bourke ou periquito-rosa (Neopsephotus bourkii) estava incluido no género Neophema, mas actualmente foi separado para um género próprio. Assim as seis espécies são:
- Periquito-de-asa-azul, Neophema chrysostoma[1]
- Periquito-elegante, Neophema elegans[1]
- Periquito-das-rochas, Neophema petrophila[1]
- Periquito-de-ventre-laranja, Periquito-de-barriga-laranja, Neophema chrysogaster[1]
- Turquoisine, Periquito-turquesa, Neophema pulchella[1]
- Periquito-esplêndido, Neophema splendida[1]

Destes, quatro são mantidos em cativeiro em Portugal, sendo eles o elegante, asa-azul, esplêndido e o turquoisine.